# برین بوان
برین بوان (انگلیسی: Brinn Bevan؛ زادهٔ ۱۶ ژوئن ۱۹۹۷) یک ژیمناست هنری اهل بریتانیای کبیر است.
از افتخارات وی میتوان به کسب مدال نقره تیمی در مسابقات جهانی ژیمناستیک هنری ۲۰۱۵ اشاره کرد.